# Будівництво 833 і ВТТ
Будівництво 833 і ВТТ — підрозділ системи виправно-трудових установ ГУЛАГ, оперативне керування якого здійснювало Головне Управління таборів промислового будівництва (рос. ГУЛПС).
Організований 20.08.46;

закритий між 17.03.49 і 15.04.49 (перейменований в Будівництво 620 і ВТТ).
Адреса: Калінінська область, с. Велика Волга, п/я 1;

п/я 1а.

## Виконувані роботи
- роботи зі спорудження установки «М»[1] ,
- обслуговування Спеціального управління № 1, ДОКу

## Чисельність з/к
- 01.12.46 — 206,
- 01.01.47 — 362,
- 01.01.48 — 4992,
- 01.01.49 — 3508

## Історія
З другої половини 1944 в колах радянських вчених, зайнятих дослідженнями в галузі ядерної фізики, почалося обговорення можливості будівництва прискорювачів частинок. Декілька нарад з цього питання пройшло під керівництвом академіка І. В. Курчатова в організованій ним Лабораторії № 2 АН СРСР, яка згодом стала інститутом атомної енергії АН СРСР (нині РНЦ «Курчатовський інститут»).
З міркувань конспірації і близькості до Московського моря, науковий центр отримав назву гідротехнічної Лабораторії (ГТЛ) АН СРСР. Фактично — це була філія Лабораторії № 2. Запуск синхроциклотрона відбувся в рекордні терміни — 14 грудня 1949. Цей день тепер вважається днем народження Лабораторії ядерних проблем.